# Can Pagès (Sant Feliu de Buixalleu)
Can Pagès és una masia gòtica de Sant Feliu de Buixalleu (Selva) inclosa a l'Inventari del Patrimoni Arquitectònic de Catalunya.

## Descripció
Masia aïllada, orientada al sud- est, situada a Sant Feliu de Buixalleu.
Edifici de planta baixa i pis, amb coberta a doble vessant.
Porta d'entrada en arc de mig punt format per dovelles i brancals de carreus de pedra. A la dreta hi ha dues finestres i a l'esquerra una finestra, totes amb llinda monolítica i brancals i ampit de pedra.
Al pis hi ha tres obertures, de les que en destaquen dues d'estil gòtic. La central en arc conopial amb arquets i amb les impostes amb decoracions florals. La de l'esquerra en arc conopial amb arquets. La de la dreta és amb llinda monolítica i brancals i ampit de pedra.
Entre les dues finestres gòtiques hi ha un rellotge de sol, sota el qual hi ha unes rajoles amb el nom: "CAN PAYETES".
Al cantó esquerre antigament hi havia dependències ramaderes, ara adequades com a part de l'habitatge.

## Història
Els antics propietaris creuen que la casa té uns tres-cents anys d'antiguitat, però les finestres d'estil gòtic fan pensar que la masia pot ser del segle xvi. Cap el 1975 la casa va deixar de ser de la família Pagès (que donava nom al mas), passant a altres propietaris però conservant el nom original. Aquesta família (els Pagès) vivia a la masia, juntament amb els masovers, i tenien un banc reservat a l'església pel que pagaven mig sac de blat per any.
Davant de la casa hi ha una mina on, es diu, s'hi havien amagat els carlins en època de guerra.